# Uricea
Uricea – wieś w Rumunii, w okręgu Marusza, w gminie Hodac. W 2011 roku liczyła 55 mieszkańców.